# Pont-Trambouze
Pour les articles homonymes, voir Pont (toponyme).
Pont-Trambouze est une ancienne commune française, située dans le département du Rhône en région Auvergne-Rhône-Alpes. Depuis 2016, elle est une commune déléguée de la commune nouvelle de Cours.

## Géographie

### Situation
Pont-Trambouze est une localité de la commune de Cours, situé dans le Haut-Beaujolais, au sud de Cours-la-Ville, en limite du département de la Loire.

### Hydrographie
L'axe de la localité est constitué par la rivière Trambe ou Trambouze, affluent du Rhins, de direction subséquente méridienne (en désaccord avec la pente générale Est-Ouest de la région), qui creuse sa profonde vallée entre deux talus, dont celui de l'ouest, très boisé, départage les départements du Rhône et de la Loire.
Un peu avant de quitter le territoire de Pont-Trambouze, au lieu-dit le Pont Gauthier à 400 m d'altitude, la rivière reçoit sur sa rive gauche un petit affluent, le Mardoret. La longueur totale de ce ruisseau n'est que de 5,5 km, son bassin versant couvre essentiellement le territoire de la commune déléguée de Mardore; son débit moyen, de l'ordre de 10,1 l/s, est modeste en comparaison de celui de la Trambe qui s'établit à 9,9 l/s. à son embouchure dans le Rhins.

## Histoire
Dans le courant de l'année 2015, la commune de Pont-Trambouze opère un rapprochement avec celles de Cours-la-Ville et Thel, dans le but de créer une commune nouvelle. Un arrêté préfectoral du 18 novembre 2015 entérine la création le 1er janvier 2016 de la commune de Cours dont Pont-Trambouze est une commune déléguée.
La commune déléguée de Pont-Trambouze a fêté ses 130 ans du 2 au 5 juin 2016.

## Politique et administration

### Administration municipale
Le nombre d'habitants au dernier recensement étant compris entre 500 et 1 499, le nombre de membres du conseil municipal est de quinze, qui font partie depuis le 1er janvier 2016 du conseil municipal de la commune nouvelle de Cours.

### Liste des maires

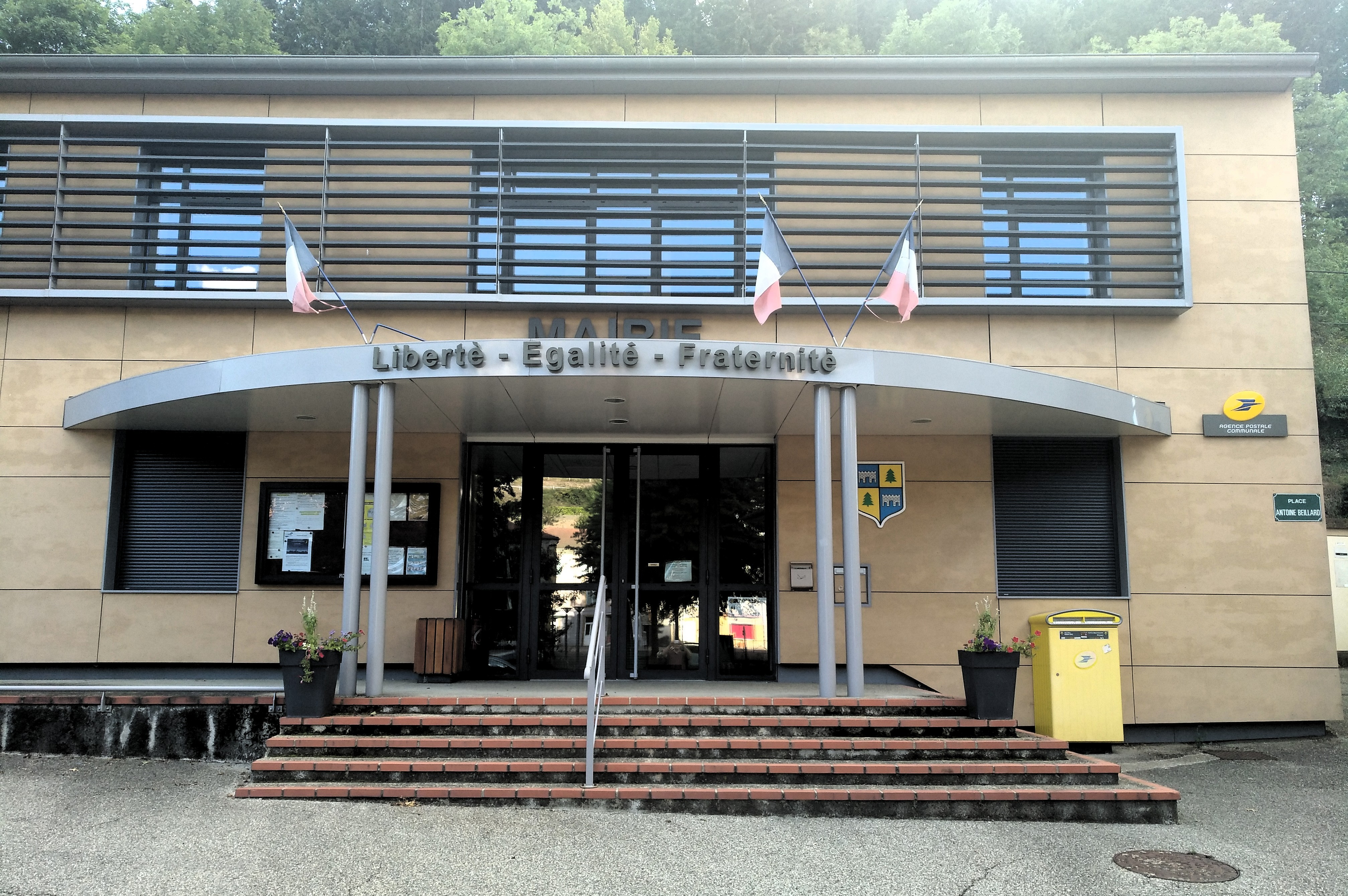
Mairie annexe de Pont-Trambouze

| Période                                  | Période | Identité      | Étiquette | Qualité |
| ---------------------------------------- | ------- | ------------- | --------- | ------- |
| 2001                                     | 2008    | Bernard Pilon |           |         |
| 2008                                     | 2015    | David Gianone |           |         |
| Les données manquantes sont à compléter. |         |               |           |         |

| Période | Période  | Identité      | Étiquette | Qualité |
| ------- | -------- | ------------- | --------- | ------- |
| 2016    | en cours | David Gianone |           |         |

### Intercommunalité
La commune a fait partie successivement des communautés de communes du pays d'Amplepuis Thizy puis de l'Ouest Rhodanien.

### Lieux et monuments

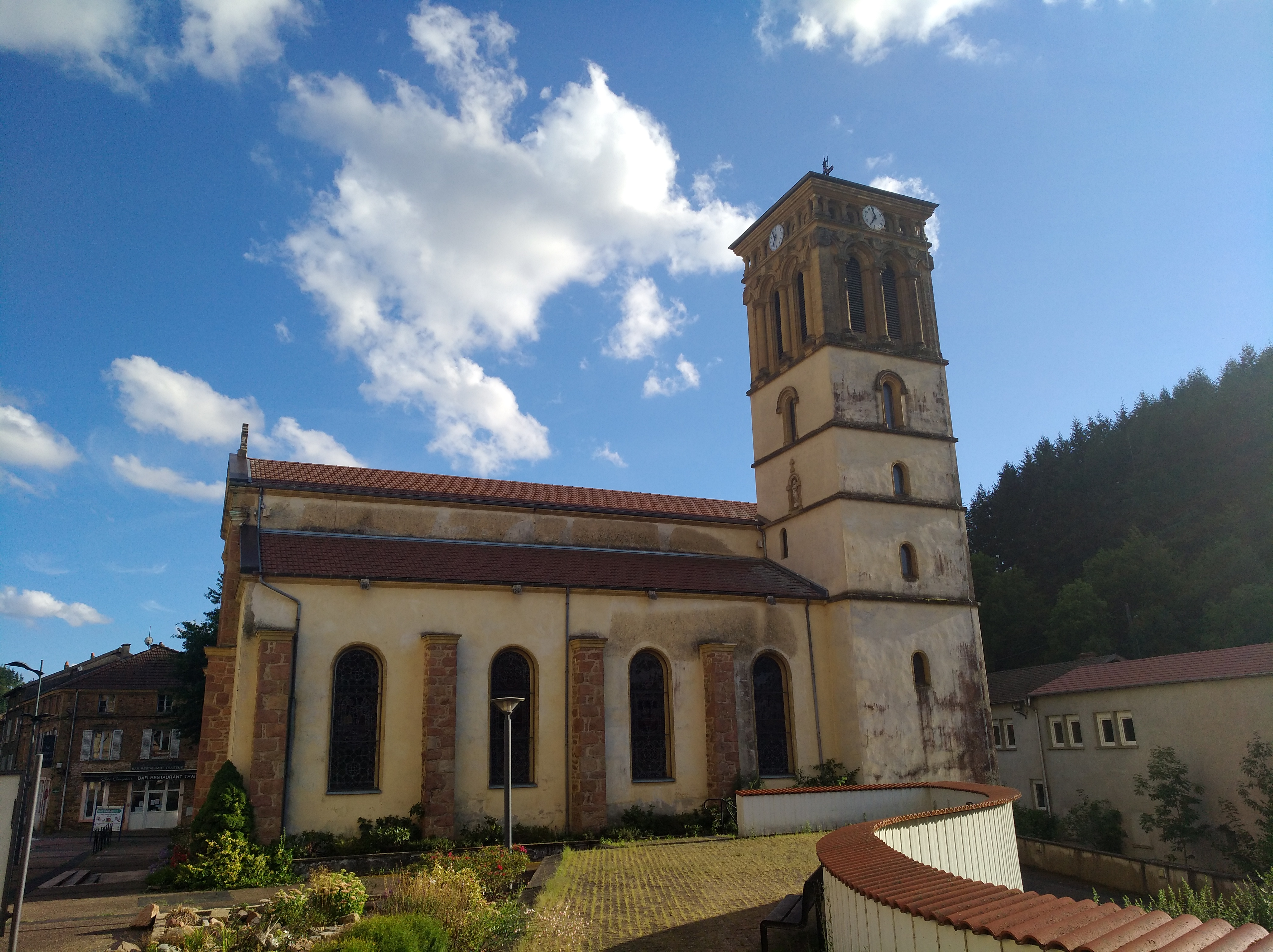
Église Saint-Vincent-de-Paul, côté nord

## Population et société

### Démographie
L'évolution du nombre d'habitants est connue à travers les recensements de la population effectués dans la commune depuis 1886. À partir du 1er janvier 2009, les populations légales des communes sont publiées annuellement dans le cadre d'un recensement qui repose désormais sur une collecte d'information annuelle, concernant successivement tous les territoires communaux au cours d'une période de cinq ans. 
Pour les communes de moins de 10 000 habitants, une enquête de recensement portant sur toute la population est réalisée tous les cinq ans, les populations légales des années intermédiaires étant quant à elles estimées par interpolation ou extrapolation. Pour la commune, le premier recensement exhaustif entrant dans le cadre du nouveau dispositif a été réalisé en 2004,.
En 2013, la commune comptait 470 habitants, en évolution de −6,56 % par rapport à 2008 (Rhône : +5,46 %, France hors Mayotte : +2,49 %).
| 1886 | 1891 | 1896 | 1901 | 1906 | 1911  | 1921 | 1926 | 1931 |
| ---- | ---- | ---- | ---- | ---- | ----- | ---- | ---- | ---- |
| 879  | 908  | 789  | 841  | 972  | 1 020 | 955  | 918  | 903  |

| 1936 | 1946 | 1954 | 1962 | 1968 | 1975 | 1982 | 1990 | 1999 |
| ---- | ---- | ---- | ---- | ---- | ---- | ---- | ---- | ---- |
| 834  | 734  | 852  | 821  | 782  | 700  | 681  | 548  | 548  |

| 2004 | 2009 | 2013 | - | - | - | - | - | - |
| ---- | ---- | ---- | - | - | - | - | - | - |
| 518  | 516  | 470  | - | - | - | - | - | - |

## Culture et patrimoine

### Personnalités liées à la commune
- Patrice Verchère (né en 1973), est député français, conseiller municipal de Pont-Trambouze entre 1997 et 2001, puis maire de Cours-la-Ville depuis 2008.